# 莊經畬
莊經畬（1711年6月24日—1765年10月4日，康熙五十年五月初九日－乾隆三十年八月二十日），字井五，號研農，又號念農。江蘇省常州府武進縣（今屬常州市）人，清朝政治人物、詩人。

## 生平
自幼年到鄉試中舉前，都由祖父莊令輿親自教導。
雍正十年（1732年）中式壬子科江南鄉試舉人。
乾隆二年（1737年）中式丁巳恩科會試，殿試位列第二甲第二十四名進士出身。歸班銓選，以知縣候選。
十年（1745年）十月，籤分安徽池州府建德縣知縣。
十一年（1746年），到任建德縣知縣。在任上「精明渾厚，整躬率物，遇事寬猛皆得其宜」。
此前臨縣貴池縣有命案，縣民熊永安與金海鬥毆，金海重傷，熊永安擔心敗訴，恰好族弟熊長德病死，於是熊永安砍下熊長德的頭顱並誣告金海殺害熊長德；貴池知縣謝錫伯察覺熊永安奸詐，熊永安便一併誣告謝錫伯，謝遭革職，金海遭處刑抵罪。民情激憤，安徽巡撫納敏檄令莊經畬與無為州知州王名標勘詰，檢屍發現熊長德腦骨凹陷於頭顱，非生前傷痕，另外拼湊旁證，找到教唆訴訟者洪永若，且熊長德被熏灼驗屍，其妻忍不住哀傷，說出實情。案情昭雪後，莊經畬聲名大噪，與王名標被稱為「兩君子」。
十四年（1749年），調任泗州直隸州盱眙縣知縣。盱眙任上，有惠政；黃河水灌入洪澤湖，湖岸崩壞，莊經畬冒雨指揮堵築，水退，當地人以為神。個性强直，遇不平則力爭，屢次被上官奏劾。
十五年（1750年）十二月，遭到上司泗州直隸州知州陳慕楷揭參「貪婪虧空」革職後就地寓居盱眙，但貧困無法維持生活，依靠縣民提供住處、接濟食物日用。
十六年（1751年）正月，舒赫德奏報審辦盱貽縣知縣莊經畬貪贖案，查無確據。十一月二十五日，敕授文林郎。
十八年（1753年）二月，查無確據後恢復原官。
二十一年（1756年），大府命辦理隔年乾隆帝南巡事務，復官。
二十四年（1759年），調任寧國府寧國縣知縣。
二十七年（1762年），升任泗州直隸州知州。泗洲任上，建請免除乾隆二十五年的民欠漕耗，經上官奏請獲准。
三十年（1765年）三月，升授寧國府知府。到任三個月，清理積案五百餘件。自乾隆十六年至三十年，乾隆帝四次南巡，兩江總督黃廷桂、尹繼善倚重莊經畬為助手，辦理山川舟車供張儲備都無誤。莊經畬政務才能敏捷，雖然性格強直，屢次被陳慕楷、衛哲治參劾，但乾隆帝知其才，每次南巡都拔擢升職。
八月二十日，卒於寧國府知府任上，年五十五歲，葬於丁堰沙河昭穴。

## 著作
- 《澹一齋詩稿》二卷
- 《研農遺稿》

## 家庭及關連
莊經畬屬毗陵莊氏第十四世。
- 祖父：莊令輿（1662年－1740年），康熙四十五年進士，官翰林院編修。
- 祖母：蔡氏，崇禎十六年進士戶部主事蔡元宸之孫女、蔡雲升之女。
- 父：莊柟榮（1689年－1756年），監生，敕授文林郎。[20]
- 母：楊氏，崇禎十六年狀元官翰林院修撰楊廷鑑曾孫女、順治十六年進士官山東按察使楊大鯤孫女、監生官山西河津縣知縣楊玉之女。
- 經畬無兄弟姊妹。

### 妻室
- 正室：江陰曹氏，曹襄之女，乾隆十六年十一月二十五日敕封孺人。
- 無側室

### 子女
有三子二女。
- 長子：莊宸遴（1733年－1798年），監生，湖北施南府經歷，署咸豐縣知縣。娶徐氏，州同徐熊占之女。
- 次子：莊寰遇（1741年－1789年），監生。娶江陰曹氏，曹嵩之女。
- 三子：莊宸選（1751年－1820年），監生。娶烏程費氏，安徽五河縣知縣費昭之女。

- 長女，適吳氏。
- 次女，適謝錫昌。

姻親西營劉氏劉星煒曾寓居莊經畬安徽建德縣署中讀書，校閱試卷，隨後中式乾隆十三年進士。